# Tratatul de la Moscova (1921)
Tratatul de la Moscova (în limbile Moskova Antlaşması, Московский договор) a fost un tratat de „prietenie și frăție” semnat pe 16 martie 1921 între RSFS Rusă și Marea Adunare Națională a Turciei.

## Context general
Tratatul a fost ratificat de VȚIK pe 20 iulie 1921 și de Marea Adunare Națională a Turciei (MANT) 31 iulie 1921. Schimbul instrumentelor de ratificare s-a făcut pe 22 septembrie 1921 la Kars.
Acesta a fost al doilea tratat internațional semnat de naționaliștii turci. În același timp, guvernul recunoscut internațional era cel din Istambului ocupat de Aliați, cel care semnase în august 1920 Tratatul de la Sèvres, prin care Imperiul Otoman fusese obligat să accepte importante cesiuni teritoriale și restrângeri ale suveranității naționale.
Prin acest tratat, Moscova recunoștea granițele Turciei așa cum fuseseră stabilite prin Pactul național ), act adoptat de către Parlamentul Otoman pe 28 ianuarie 1920, având dispoziții în conformitate cu prevederile din armistițiul de la Mudros.
Acordul a fost adoptat fără participarea Azerbaidjanului, Armeniei și Georgiei, dar stabilea granițele acestor state cu Turcia. Tratatul recunoștea achizițiile teritoriale stipulate prin Tratatul de la Alexandropol, cu excepția orașului Alexandropol și a răsăritului guberniei Erevan, pe care Turcia o ceda Armeniei, nordul oblastiei Batumi, pe care Turcia o ceda Georgiei și uezdurile Șarur-Daralagezski din guvernia Erevan, care urmau să intre în componența Azerbaidjanului. Tratatul asigura Turciei controlul asupra sudului oblastului Batumi (okrugul Artvin), supra fostlui oblast Kars, fostului uezd Surmanlisk și a părții de vest a fostei gubernii Erevan.
Acest acord a fost urmat în octombrie 1921 de semnarea Tratatul de la Kars dintre forțele kemaliste turce și RSS Armeană, RSS Azerbaidjană și RSS Georgiană – care aveau să formeze în cadrul URSS RSFS Transcaucaziană. Acest tratat a stabilit definitiv granițele internaționale ale republicilor caucaziene cu Turcia, granițe care au rămas neschimbate până în prezent.

## Istoric
În conformitate cu prevederile armistițiului de la Mudors semnat de Imperiul Otoman și puterile Antantei, autoritățile britanice au cerut guvernului otoman să retragă toate forțele armate turce din Caucaz pe frontiera stabilită în 1878 prin Tratatul de la San Stefano. Pe teritoriul fostului oblast Kars, guvernatorul-general britanic a autorizat formarea așa-numitei „Republici Democrate a Caucazului de Sud-Vest”, care își propunea să cuprindă între granițele sale populația musulmană din oblasturi Batumi, Kars, uezdurile Akhalkalaki și Akhaltsikhe ale guberniei Tiflis, uezdurile Nahicivan, Șarur-Daralagiozs și regiunile vestice ale uezdului Alexandropol din gubernia Erevan. Pe 10 aprilie 1920, în condițiile agitațiilor panturcice, britanicii au desființat Republica Democrată a Caucazului de Sud-Vest, i-au arestat conducătorii și au predat teritoriul fostului oblast Kars noului stat Armean.
În cadrul Congresului de la Sivas (4 – 11 septembrie) 1919, organizațiile naționale turce au luat hotărârea formării unui comitet al reprezentanților condus de  Mustafa Kemal Atatürk. Acest comitet și-a stabilit stabilit sediul la Ankara.
Pe 8 aprilie 1920, înaltul comandament al trupelor aliate a anunțat trecerea teritoriului oblastului Batumi sub protecția Ligii Națiunilor, administrarea teritoriului urmând să fie făcută de către autoritățile militare britanice, franceze și italiene.
După înfrângerea forțelor „albilor” din Caucazul de nord, Armata a XI-a „roșie” a Rusiei bolșevice a fost transferată la frontiera de nord a Azerbaidjanului Democrat. Comitetul reprezentanților condus de Mustafa Kemal i-a dat ordin comandantului local turc, Kâzım Karabekir, să nu se opună înaintării Armatei Roșii în Azerbaidjan și sovietizării acestui teritoriu.
Pe 23 aprilie 1920, s-a deschis la Ankara prima sesiune a Marii Adunări Naționale a Turciei, care a proclamat nulitatea acordurilor semnate de guvernul otoman de la Constantinopol.
Trei zile mai târziu, președintele Marii Adunări Naționale, Mustafa Kemal, i-a propus președintelui Sovietului Comisarilor Poporului al RSFS Ruse, V. I. Lenin, stabilirea de relații diplomatice și sprijinirea de către bolșevici a luptei Turciei pentru independență. În aceeași zi, Armata a XI-a „roșie” a RSFS Ruse a traversat granița de nord a Azerbaidjanului, iar după numai două zile, pe 28 aprilie, puterea politică din republică a trecut în mâinile Comitetului Provizoriu Revoluționar, care a proclamat fondarea RSS Azerbaidjane.
Guvernul Marii Adunări Naționale a Turciei a hotărât pe 11 mai 1920, trimiterea lui Bekir Sami Kunduh, ministru de externe al naționaliștilor,  la Moscova pentru negocierea unui tratat de prietenie și asistență mutuală. Delegația turcă a sosit la în capitala RSFS Rusă pe 19 mai. Bekir Sami Kunduh și adjunctul său, Yusuf Kemal, au fost primiți pe 24 iulie de către Comisarul pentru afaceri externe al RSFSR, Gheorghi Vasilievici Cicerin.
Marea Adunare Națională a Turciei a reacționat hotărât pe 9 iunie 1920, atunci când a aflat că granița dintre Turcia și Republica Democrată Armeană urma să fie stabilită arbitrar, fără consultarea tuturor părților interesate, la inițiativa președintelui american Woodrow Wilson. Turcii au considerat că o asemenea abordare a problemei este umilitoare și inacceptabilă și au ordonat atacul general al forțelor militare din provinciile răsăritene, puse sub comanda generalului locotenent Karabekir Pașa, pe direcția Naxcivan.
Comandanții aliați au decis pe 14 iulie 1920 transferul controlului asupra oblastului Batumi către Georgia. Pe 20 iulie, trupele georgiene au ocupat orașul Batumi.
Naxicivanul a fost ocupat prin acțiunea concertată a Armatei Roșii a RSFS Ruse și a Armatei de est a Marii Adunări Naționale a Turciei, alungând forțele RD Armene. Generalul Halil Kut, refugiat la Moscova după ce scăpase din închisoarea unde fusese deținut de către forțele franceze după ocuparea Constantinopolului, a condus transportul a lingourilor de aur trimise de Soviete  în valoare de 100.000 de lire turcești. 200 kg de aur au fost predate lui Karabekir Pașa, pentru finanțarea luptelor din regiune, iar restul a fost predat autorităților de la Ankara.
O delegație a Marii Adunări Naționale a Turciei a fost primită de către Președintele Sovietului Comisarilor Poporului a RSFSR, Vladimir Ilici Lenin, pe 14 august 1920. Zece zile mai târziu, a fost semnat un acord între Guvernul RSFSR și cel al MANT pentru livrarea de arme, muniții, provizii și ajutorare financiare. De asemenea, acordul prevedea posibilitatea desfășurării de acțiuni militare comune. Ajutorul financiar a fost stabilit la o sumă de maxim 10 milioane de ruble-aur (aproximativ 1,25 milioane de lire otomane-aur). 
În acest timp, guvernul otoman fidel sultanului din Constantinopol a semnat Tratatul de la Sèvres. Acest tratat prevedea la articolul  88 recunoașterea de către turci a RD Armene ca stat liber și independent. Prin articolul 89, otomanii acceptau arbitrajul președintelui american Wilson, prin care armenii primeau un teritoriu mult mai mare decât zonele locuite de o majoritate armeană semnificativă..
Marea Adunare Națională a Turciei, Comitetul Central Executiv din Întreaga Rusie (VȚIK) și Comitetul Comisarilor Poporului al RSFSR nu au recunoscut valabilitatea Tratatului de la Sèvres.
Trupele Armeniei au ocupat pe 18 septembrie 1920 orașul Oltu, iar șase zile mai târziu au atacat pozițiile turcilor din zona Pasului Barduz. În fața rezistenței puternice a turcilor, armenii, după ce au suferit pierderi grele, au fost nevoiți să se retragă în orașul Sarıkamıș. Turcii au organizat o contralovitură și pe 29 septembrie au atacat și cucerit Sarıkamıșul, iar o zi mai târziu și Ardahanul. Guvernul RD Armene a solicitat în această situație sprijin din partea comunității internaționale, apelul armenilor rămânând însă fără răspuns. Georgia și-a declarat neutralitatea în acest conflict pe 6 noiembrie 1920. Turcii și-au continuat înaintarea victorioasă și, pe 30 noiembrie, au ocupat Karsul.
Comandantul trupelor turce din zonă, generalul Karabekir Pașa, a cerut pe 6 noiembrie 1920 armenilor să se retragă și să predea controlul asupra orașului Alexandropol, a căilor ferate și podurilor din regiune și să-și retragă forțele armate la o distanță de minim 15 km est de valea râului Arpa. Armenii au fost siliți de situația militară să se supună acestor condiții.
Pe 7  noiembrie, trupele turcești au ocupat Alexandropolul (Gyumri), iar generalul Karabekir a impus armenilor alte condiții: retragerea pe un nou aliniament la est de râul Arpa, pe linia Alaghioz – Kirmisli – Kolidjan – Voronțiva. Această retragere trebuia să permită turcilor să desfășoare în zonă în 24 de ore 2.000 de infanteriști, 20 de mitraliere medii și 40 de mitraliere ușoare, trei baterii de artilerie și câteva subunități de logistică.
Cum armenii au refuzat să accepte aceste noi condiții, turcii au reluat ostilitățile pe 11 noiembrie, iar o zi mai târziu au declanșat un atac asupra Erevanului de pe două direcții ofensive. 
RD Armeană a pierdut după numai o lună și jumătate de lupte două  treimii din teritoriul său și peste 200.000 de oameni (majoritatea civili, masacrați de turci, kurzi sau azeri. 
Guvernul Armeniei a propus pe 15 noiembrie 1920 MANT inițierea de negocieri de pace, iar trei zile mai târziu a fost convenită o încetare a focului pentru o perioadă de 10 zile, care a fost extinsă în scurtă vreme până pe 5 decembrie. Negocierile de pace au avut loc la Alexandropol începând cu 15 noiembrie 1920. Delegația armenilor a fost condusă de ministru de externe Alexandr Khatisyan. Cele două declarații au semnat pe 25 noiembrie o declarație de respingere a prevederilor Tratatului de la Sevres.
Bolșevicii armeni,  în colaborare cu CC al Partidului Comunist (bolșevic), au organizat o rebeliune împotriva guvernului legal al RD Armene și, pe 28 noiembrie 1920, au format Comitetul Revoluționar al Armeniei și au proclamat fondarea Armeniei Sovietice. Bolșevicii armeni au solicitat ajutorul Sovnarkomului (Sovietul Comisarilor Poporului) al RSFS Ruse. Guvernul rus a trimis în ajutorul bolșevicilor armeni trupele [[{Armata Roșie|Armatei a XI-a Roșii]] staționate în Azerbaidjan, care au ocupat  Erevanul pe 2 decembrie. 
În noaptea de 2 spre 3 decembrie 1920, delegațiile Armeniei Democrate și Marii Adunări Naționale a Turciei au semnat Tratatul de la Alexandropol. Armenia a pierdut aproximativ 50% din teritoriul pe care îl controla înainte de conflict și a fost obligată să accepte condiții militare dure: reducerea forțelor armate la efective de numai 1.500 militari și a armamentului acestora la 20 de mitraliere și 8 tunuri. În plus, trupele turcești primeau dreptul la liberă circulație pe întreg teritoriu al Armeniei.
Proaspătul format Soviet al Comisarilor Poporului al RSS Armene a declarat pe 10 decembrie că nu recunoaște valabilitatea tratatului semnat de guvernul Armeniei Democrate și a invitat guvernul naționalist turc să negocieze un nou tratat de pace, dar propunerea bolșevicilor de la Erevan a fost respinsă. În aceste condiții, guvernul rus a intervenit, invitând reprezentanții Marii Adunări Naționale a Turciei să negocieze un tratat de pace cu mijlocirea autorităților de la Moscova.

## Negocierile
Pe 24 august 1920, RSFS Rusă și Marea Adunare Națională  a Turciei au semnat la Moscova un acord de cooperare între cele două părți. Pe 27 august, comisarul pentru afaceri externe Cicerin a propus șefului delegației turce, ministrul de externe Bekir Sami Kunduh, reglementarea diferendelor turco-armene prin cedarea către RSS Armeană a teritoriilor care au făcut parte până în 1914 din Imperiul Rus și a regiunilor Van și  Bitlis, (cu excepția negociabilă a Sarıkamıșului). Bekir nu a reușit să ia legătura cu Ankara și și-a trimis adjunctul, Yusuf Kemal Tengirșenk, în țară pentru instrucțiuni.
Mustafa Kemal, președintele Marii Adunări Naționale a Turciei, a respins cu hotărâre propunerile bolșevicilor. Mai mult, l-a schimbat pe Bekir de la conducerea delegației și, pe 18 februarie 1921, noua echipă de negociatori turci condusă de Yusuf Kemal a sosit la Moscova pentru continuarea discuțiilor.
În toată această perioadă, Armata Roșie a continuat campania de recuperare a teritoriilor care făcuseră parte din Imperiul Rus. Pe 14 februarie 1921, trupele bolșevice au lansat o ofensivă împotriva Georgiei Democrate. Zece zile mai târziu, Armata Roșie ocupa Tiflisul, iar pe 25 februarie a fost proclamată Georgia Sovietică. Guvernul legal georgian a fost obligat să se refugieze în Batumi, care fusese ocupat încă din 11 martie 1920 de către naționaliștii turci.
Comisarul poporului pentru afaceri externe Cicerin a deschis lucrările conferinței de la Moscova pe 26 februarie 1921 .
Tratatul ruso-turc de „prietenie și frăție” a fost semnat pe 16 martie 1921, în condițiile în care reprezentanții republicilor sovietice azeră, armeană și georgiană  nu au fost invitați sau măcar consultați.
Tratatul a fost semnat din partea RSFSR de către Gheorghi Cicerin, Comisarul poporului pentru afaceri externe, și Jalal ad-Din Korkmasov  Коркмасов, iar din partea MANT de către Yusuf Kemal-bey și Ali Fuad-pașa.
Ca rezultat al semnării acestui tratat, turcii au părăsit regiunea orașului Batumi, al cărui control a fost preluat de Armata Roșie pe 20 martie 1921. Pe 22 aprilie, turcii au predat Alexandropolul Armeniei Sovietice.

## Prevederile tratatului
Tratatul are 16 articole și 4 anexe. Tratatul stabilește în articolul 4 că „toate tratatele încheiate până în acest moment între cele două țări nu corespund intereselor lor. De aceea, ele au căzut de acord să considere aceste tratate nule și neavenite”.
Articolul 1 stabilește că „prin Turcia se înțelege teritoriul inclus în Pactul Național din 28 ianuarie 1920 (1336), adoptat și ratificat de Camera Deputaților Otomană din Constantinopol și adus la cunoștință presei și tuturor statelor”.
Tratatul stabilea (articolele 1 și 2) noua frontieră de nord-est a Turciei. Fostul oblast Kars și partea de sud a fostului oblast Batumi (care intraseră în componența Imperiului Rus în 1878) și fostul uezd Șurmalisk din gubernia Erivan (care intrase în componența Imperiului Rus în 1828) au devenit parte a Turciei. Partea de nord a oblastului Batumi, inclusiv orașul Batumi a intrat în componența Georgiei Sovietice, care se angaja să acorde populației regiunii o „largă autonomie administrativă” și Turciei privilegii comerciale în portul Batumi.
Articolul 3 stipula că părțile semnatare au căzut de acord asupra formării pe teritoriul fostului uezd Nahicevan din guvernia Erivan, în limitele stabilite in Anexa Ic a tratatului, a unui teritoriu autonom (Republica Sovietică Socialistă Autonomă Nihicevană), aflat sub protecția Azerbaidjanului Sovietic, care se angaja să nu cedeze controlul acestui teritoriu unei stat terț.
Articolul 5 stabilea că statutul final al Mării Negre și al Strâmtorilor (Bosfor și Dardanele) va fi decis în cadrul unei conferințe viitoare a statelor riverane. Decizia acestei conferințe urma să nu prejudicieze suveranitatea Turciei și securitatea țării și a capitalei sale, Constantinopol.